# .cg
.cg (Congo) é o código TLD (ccTLD) na Internet para o Congo.